# TT Circuit Assen
A TT Circuit Assen egy  motorsport-versenypálya a hollandiai Assen városa mellett, amely a Holland TT, a MotoGP holland nagydíj helyszíne. A holland nagydíj a MotoGP legnagyobb presztízsű versenye, 1949, a sportág indulása óta minden évben megrendezik. 100 000 néző fér el egyszerre a pályán, ebből 60 000 ülőhelyen.

## Története

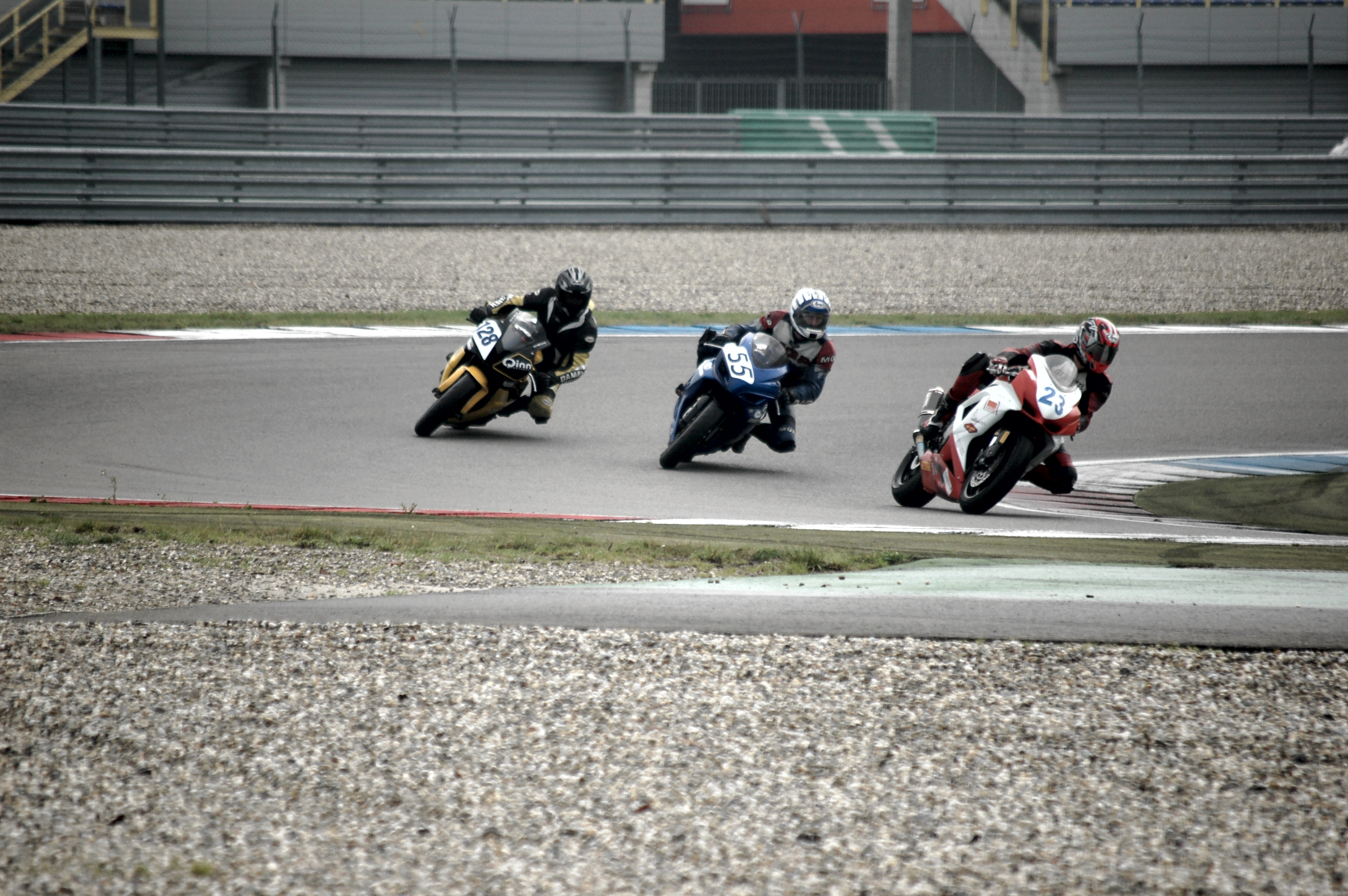

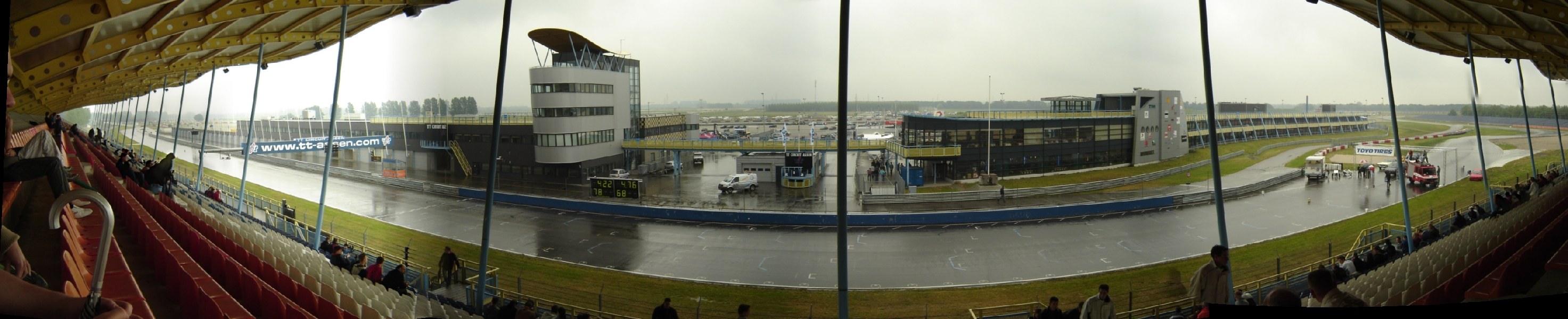
A célegyenes

Az első versenyt Assenben 1925-ben utcákon rendezték. A 28,4 km hosszú pálya Borger, Schoonloo és Grolloo részeken haladt keresztül. A győztes Piet van Wijngaarden volt egy 500 cm³-es Nortonnal, 91,4 km/órás átlagsebességgel. A következő évben megváltoztatták a nyomvonalat, a pályarekordot a brit Geoff Duke tartja, aki 169,7 km/órás átlagsebességgel motorozott végig a pályán 1954-ben.
1955-ben egy új, versenyzésre épített pályát hoztak létre a régi városi helyett. Hossza 7,705 km volt. 2006-ban a pálya hosszát 4.555 km-re csökkentették az északi rész levágásával.